# Heliconius sotericus
Heliconius sotericus är en fjärilsart som beskrevs av Osbert Salvin 1871. Heliconius sotericus ingår i släktet Heliconius och familjen praktfjärilar. Inga underarter finns listade i Catalogue of Life.